# John Rambo
John James Rambo er hovedpersonen i en serie af populære actionfilm baseret på karaktererne i David Morrells roman First Blood.
Filmene handler om Vietnam-veteranen og krigshelten John J. Rambo, der spilles af Sylvester Stallone. Krigshelten Rambo er en plaget mand, der tydeligvis er mærket af krigens "sande ansigt".
Hans våben er en M60, bowie-kniv og bue med sprængfarlige pile, men Rambo er selvfølgelig dødsensfarlig også med mange andre våben.

## Rambo-filmene
- First Blood (1982)
- Rambo: First Blood Part II (1985)
- Rambo III (1988).
- Rambo: IV (2008).
- Rambo: Last Blood (2019)